# Praça dos Restauradores
Praça dos Restauradores – publiczny plac w Lizbonie, stolicy Portugalii. Znajduje się na południowo-wschodnim końcu Avenida da Liberdade, w pobliżu placu Rossio.
Plac został nazwany dla uczczenia przywrócenia niepodległości Portugalii w 1640 roku, po 60 latach hiszpańskiej dominacji. Obelisk na środku placu, odsłonięty w 1886 roku, nosi nazwy i daty bitew podczas wojny hiszpańsko-portugalskiej w 1640 roku.
Pomnik Odnowicieli znajduje się w centrum placu.
Prostokątny plac otoczony jest budynkami pochodzącymi z XIX i początku XX wieku. Najbardziej imponującym budynkiem na placu jest Palácio Foz, pałac wybudowany między XVIII i XIX wiekiem i szczyci się wspaniale urządzonymi wnętrzami, oraz stary Éden Cinema (obecnie hotel), z fasadą w pięknym stylu Art déco z lat 30 XX wieku, dzieło architekta Cassiano Branco.
Ponadto godne uwagi jest Condes Cinema, zbudowane w 1950 roku przez architekta Raula Tojal w stylu modernistycznym. Obecnie mieści się w nim Hard Rock Cafe.